# الفاضلية (بعشيقة)
قرية الفاضلية هي إحدى القرى الكبيرة لمحافظة نينوى التابعة لناحية بعشيقة في العراق. حيث سكان اغلبهم من الشبك، تشتهر بزراعة الزيتون وصناعة المخلل. تقع المدينة على أطراف الموصل وبالقرب من مركزها على بعد 22كم، يتراوح عدد سكانها 5000 نسمة وسكانها مسلمون من المذهب الشافعي.

## أسماء الفاضلية
للفاضلية أسماء كثيرة، منها
1. قرية شبانبا: أو (شم بابا) وربما لهذه التسمية صلة ونسبة إلى مزار المسمى إمام شمه الواقع في منطقة (دره باغ) وقد يعود للدولة الأموية ولا يزال آثاره شاهدة إلى اليوم.
2. قرية الزّرّاعة (الناعور).[ا]
3. قرية الفَضْلية: وكما مرَّ ذكرها في العصر العباسي. (وتسمى باللهجة الشبكية بـ فَدْلَه بمعنى فَضْلَه).
4. قرية الإمام فاضل (المتوفي سنة 565هـ - 1169م تقريبا): وهذه التسمية جاءت في بداية القرن الماضي سنة 1900م أي في العهد العثماني فكانت تسمى الفاضلية بقرية الإمام فاضل وحسب ما دون في ختم مختار قرية الفاضلية آنذاك السيد مصطفى الطائي رحمه الله والوثائق الرسمية واستمرت هذه التسمية في سنة 1929م عهد الحكومة الملكية العراقية.
5. قرية (منطقة البستانة): وسميت بذلك لكثرة مياهها وأشجارها فكانت تشبه الغابات.
6. قرية تبه كورا: تبه كورا كلمة مركبة شبكية فـ تبة بمعنى التله وكورا بمعنى الكبيرة فتصبح المعنى التلة الكبيرة. وهي تسمية تعود للعشرينيات من القرن الماضي.
7. قرية كاني شابو: نسبة لكاني شابو القريبة من منطقة طشت قزان/ وادي طلان وهي تسمية قديمة جدا حدّث بها ونقلها الأبناء عن الآباء كبار وجهاء الفاضلية.
8. قرية الفاضلية: وهذه التسمية جاءت أثناء عهد المملكة العراقية واستمرت إلى اليوم وهي التسمية الرئيسية لها.
9. قرية الزيتون: وهذه التسمية جاءت في تسعينات القرن العشرين، وأما اليوم فتستحق أن تسمى بمدينة أم الزيتون وتطلق عادة على بعشيقة مدينة الزيتون ولكي تميز عن مدينة الزيتون (بعشيقة) فالفاضلية مدينة أم الزيتون وذلك لأنها أصبحت اليوم مدينة من مدن الموصل حجما وكثافة سكانية والأكثر زراعة لأشجار الزيتون من بعشيقة وعلى مستوى العراق.
10. قرية الصمود والتحدي: وهي آخر تسمية للفاضلية وسبب هذه التسمية جاءت بعد أحداث 2014م والتي مزقت مدينة الموصل وأقضيتها ونواحيها وقراها بسبب التهجير القسري وترك أهلها بيوتهم إلاَّ أن قرية الفاضلية في سهل نينوى هي التي بقت صامدة ومتحدية لتلك الأوضاع المأساوية وظلت سنتين تحت المطرقة والسندان من (قصف للطائرات والدبابات والمدافع والهاونات) والتي راح ضحيتها شباب وناس أبرياء كثير ولعل من أهم أسباب بقائهم في قريتهم هو المحافظة على أملاكهم (بساتين ومزارع).